# جکلین بیسیت
وینیفرد جکلین فریزر بیسیت (به انگلیسی: Winifred Jacqueline Fraser Bisset) (زادهٔ ۱۳ سپتامبر ۱۹۴۴) بازیگر اهل بریتانیا است. او در طول بیش از ۴۰ سال فعالیت هنری، چندین نامزدی از جوایز گلدن گلوب، امی و سزار کسب کرده‌است.
وی در سال ۲۰۰۰ در نقش ساره در مینی سریال در آغاز ایفای نقش کرد. بیسیت در سال ۲۰۱۰ نشان لژیون دونور فرانسه را دریافت کرد. وی نخستین جایزه گلدن گلوب خود را در سال ۲۰۱۳ برای بازی در مجموعه تلویزیونی رقص بر لبه شبکه بی‌بی‌سی دریافت نمود. از دیگر فیلم‌های او می‌توان به دومینو، اینجا و الان، ثروتمند و مشهور، کلاس و عاشق دوگانه اشاره کرد.

## زندگی خصوصی
جکلین بیسیت تاکنون ازدواج نکرده‌است و مادرخوانده آنجلینا جولی است.  او با با بازیگر کانادایی مایکل سارازین، ویکتور درای، الکساندر گودونف ،رقصنده/بازیگر روسی،  بازیگر سوئیسی وینسنت پرز  و رزمی کار ترکی، اِمین بوزتپه رابطه عاشقانه طولانی مدت داشته است. 

## فیلم‌شناسی
فهرست برخی از فیلم‌هایی که جکلین بیسیت در آن‌ها به ایفای نقش پرداخته‌است:
- مهارت …و نحوه به دست آوردنش (۱۹۶۵)
- بن‌بست (۱۹۶۶)
- کازینو رویال (۱۹۶۷)
- دو تا برای جاده (۱۹۶۷)
- سواری شیرین (۱۹۶۸)
- کارآگاه (۱۹۶۸)
- بولیت (۱۹۶۸)
- نخستین بار (۱۹۶۹)
- فرودگاه (1970)
- ملفیستو والز (۱۹۷۱)
- به من ایمان داشته باش (۱۹۷۱)
- زندگی و روزگار قاضی روی بین (۱۹۷۲)
- روز به جای شب (۱۹۷۳)
- باشکوه (۱۹۷۳)
- دزدی که برای شام آمد (۱۹۷۳)
- قتل در قطار سریع‌السیر شرق (۱۹۷۴)
- پلکان مارپیچ (۱۹۷۵)
- پایان بازی (۱۹۷۵)
- زن یکشنبه (۱۹۷۵)
- سنت آیوس (۱۹۷۶)
- عمیق (۱۹۷۷)
- مقتدر یونانی (۱۹۷۸)
- چه کسی در حال کشتن سرآشپزهای بزرگ اروپا است؟ (۱۹۷۸)
- با هم؟ (۱۹۷۹)
- وقتی که زمان به آخر رسید (۱۹۸۰)
- اینچئون (۱۹۸۱)
- ثروتمند و مشهور (۱۹۸۱)
- کلاس (۱۹۸۳)
- زیر آتشفشان (۱۹۸۴)
- ممنوع (۱۹۸۴)
- فصل بالا (۱۹۸۷)
- ارکیده وحشی (۱۹۸۹)
- صحنه‌هایی از مبارزه طبقاتی در بورلی هیلز (۱۹۸۹)
- روسینی! روسینی! (۱۹۹۱)
- مراسم (۱۹۹۵)
- زیبایی خطرناک (۱۹۹۸)
- بگذار شیطان سیاه بپوشد (۱۹۹۹)
- افرادی که همدیگر را دوست دارند (۱۹۹۹)
- آخرالزمان (۲۰۰۳)
- سوینگ (۲۰۰۳)
- دومینو (۲۰۰۵)
- آخرین رقص را نگه دار ۲ (۲۰۰۶)
- هنر زیبای عشق (۲۰۰۶)
- مرگ به خاطر عشق (۲۰۰۸)
- دو جک (۲۰۱۲)
- به نیویورک خوش آمدید (۲۰۱۴)
- از حالا دلتنگت هستم (۲۰۱۵)
- آخرین جشنواره فیلم (۲۰۱۶)
- عاشق دوگانه (۲۰۱۷)
- ۹/۱۱ (۲۰۱۷)
- از پشت خنجر زدن برای تازه‌کارها (۲۰۱۸)
- اینجا و الان (۲۰۱۸)
- آشر (۲۰۱۸)
- ذهن سفید (۲۰۱۸)
- پرندگان بهشت (۲۰۲۲)